# بیغش
بیغَش، روستایی از توابع بخش زند شهرستان ملایر در استان همدان ایران است. این روستا در ۳۳ کیلومتری ملایر در حاشیه جاده ملایر - اراک قرار دارد.

## نام
نام این روستا ریشه‌ای پارسی دارد، بیغَش در زبان فارسی به معنای «پاک»، «خالص و با چیزی آمیخته نشده» است. در شعرهای شاعرانی از جمله حافظ و ناصرخسرو این واژه بارها آمده است.
| گر به کاشانه رندان قدمی خواهی زد |  | نقل شعر شکرین و می بیغش دارم |
|                                  |  | (حافظ)                       |

## مردم
مردم این روستا لر می باشند و به زبان زبان لری سخن می گویند

## جمعیت
این روستا در دهستان کمازان وسطی قرار دارد و براساس سرشماری مرکز آمار ایران در سال ۱۳۹۵، جمعیت آن ۳۶۳ نفر (۱۳۶خانوار) بوده‌است.